# Sound of Metal
Sound of Metal és una pel·lícula dramàtica estatunidenca del 2019, dirigida i coescrita per Darius Marder i protagonitzada per Riz Ahmed, Olivia Cooke, Paul Raci, Lauren Ridloff i Mathieu Amalric. Explica la història d'un bateria de heavy metal que perd l'audició. La pel·lícula es va estrenar al Festival Internacional de Cinema de Toronto el 6 de setembre de 2019. També es va projectar al Festival de Cinema de Zuric, al Festival Internacional de Cinema de Rotterdam i va clausurar el BCN Film Fest.

## Argument
Ruben és bateria i la meitat del duet de heavy metal Blackgammon, juntament amb la cantant i parella sentimental Lou. Viuen en una càmper mentre giren pel país fent concerts. Quan Ruben comença a perdre l’audició de sobte, s'adreça a una farmàcia a buscar un diagnòstic. El farmacèutic el remet a un metge que li realitza una prova auditiva i detecta que Ruben només pot distingir entre el 20 i el 30% de les paraules que escolta i que la seva audició es deteriorarà ràpidament. Tot i que els implants coclears poden beneficiar-lo, el seu elevat cost no està cobert per l'assegurança mèdica. El metge suggereix que Ruben elimini tota exposició a sorolls forts i se sotmeti a proves posteriors.
Lou s'assabenta de l'estat de Ruben i vol deixar de fer concerts per la seva seguretat. Lou també està preocupada per la seva sobrietat, ja que és un addicte a les drogues en procés de recuperació. Ruben accepta anar a una casa rural per a sords dirigida per un home anomenat Joe, un ex-alcohòlic que va perdre l'audició a la Guerra del Vietnam. Ruben marxa amb Lou perquè no la deixaran viure allà amb ell i ell només vol els implants. Lou, preocupada pel seu benestar, marxa i persuadeix Ruben perquè torni a la casa.
Ruben comença a conèixer els altres membres de la casa mentre assisteix a les reunions i s'instal·la en la seva nova vida. Coneix Diane, una mestra, i els infants de la seva classe, i comença a aprendre la llengua de signes americana. Ruben s'uneix a la classe de Diane i connecta amb els nens a la vegada que els fa classes de bateria.

## Producció
Sound of Metal neix de l'inacabat projecte Metalhead de Derek Cianfrance, el qual se centrava en un bateria que té els timpans trencats i que es torna sord. La pel·lícula presentava els membres de la banda Jucifer retratant-se. El projecte va ser desestimat més tard, fins que l'amic de Cianfrance, Darius Marder, el va assumir. El gener de 2016, es va anunciar que Dakota Johnson i Matthias Schoenaerts s'havien unit al repartiment de la pel·lícula, amb la direcció de Marder. El juliol de 2018, es va anunciar que Riz Ahmed i Olivia Cooke protagonitzaries la pel·lícula en substitució de Johnson i Schoenaerts, al costat de Mathieu Amalric. Abans del càsting, Marder havia dedicat 13 anys provant actors per a la pel·lícula. Un gran nombre d'actors de la pel·lícula són sords.
Durant vuit mesos, Ahmed es va preparar per a la pel·lícula passant dues hores al dia aprenent la llengua de signes americana, dues hores al dia fent classes de bateria, dues hores més amb un entrenador personal i la resta assajant el seu paper. Marder volia que Ahmed «confiés en els seus instints» i no li permetia revisar els diaris de la seva interpretació ni l'anàlisi del guió.
Sound of Metal es va rodar en 24 dies no consecutius durant la primavera, l'estiu i la tardor de 2018. Marder va treballar amb un pressupost limitat i va fimar només dues preses per escena. La pel·lícula es va rodar principalment a Ipswich, Massachusetts. Tanmateix, es van rodar altres escenes a Boston, Lynn, Cambridge, Danvers, Framingham, Lawrence, Malden, Rowley, Topsfield i Anvers.

## Crítiques

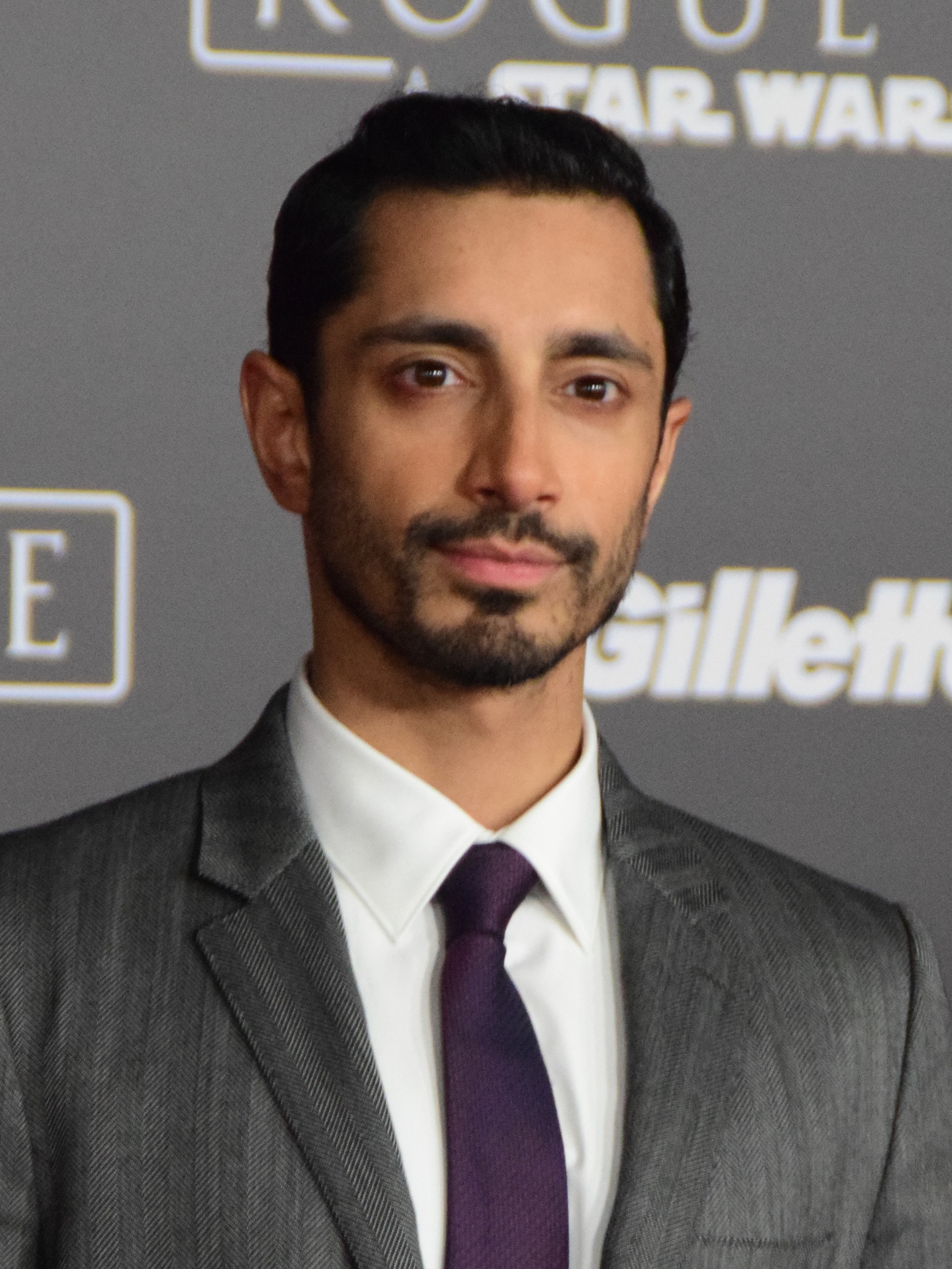
Riz Ahmed va rebre una nominació a l'Oscar al millor actor.

John DeFore a The Hollywood Reporter va escriure: «Sense romantitzar la sordesa, Sound of Metal és un pretext per a l'acceptació i per abraçar la inevitabilitat d'un canvi imprevisible». David Fear a Rolling Stone va elogiar l'actuació de Riz Ahmed i va comentar que «aquesta pel·lícula probablement funcioni millor com a aparador de la seva estrella». Norman Wilner a Now va considerar: «El disseny de so agressiu i quasi experimental ens ajuda a posar-nos al cap de Ruben, però l'actuació d'Ahmed ens fa entendre el seu personatge amb una claredat que eludeix el mateix Ruben». Eric Kohn a IndieWire va escriure: «Ahmed és tan versemblant que manté en joc el suspens del drama, fins i tot quan entra en circumstàncies artificioses durant el final prolongat i fa un salt melodramàtic».

## Reconeixements
| Premi                                            | Categoria                                          | Receptor                                                                                           | Resultat  | Ref.   |
| ------------------------------------------------ | -------------------------------------------------- | -------------------------------------------------------------------------------------------------- | --------- | ------ |
| Premis AACTA                                     | Millor actor internacional                         | Riz Ahmed                                                                                          | Nominat   | [ 18 ] |
| Alliance of Women Film Journalists               | Millor actor                                       | Riz Ahmed                                                                                          | Nominat   | [ 19 ] |
| American Film Institute Awards                   | Top 10 Movies of the Year                          | Sound of Metal                                                                                     | Guanyador | [ 20 ] |
| Boston Society of Film Critics Awards            | Millor actor                                       | Riz Ahmed                                                                                          | Finalista | [ 21 ] |
| Boston Society of Film Critics Awards            | Millor actor secundari                             | Paul Raci                                                                                          | Guanyador | [ 21 ] |
| Chicago Film Critics Association                 | Millor actor                                       | Riz Ahmed                                                                                          | Nominat   | [ 22 ] |
| Chicago Film Critics Association                 | Millor actor secundari                             | Paul Raci                                                                                          | Guanyador | [ 22 ] |
| Critics' Choice Awards                           | Millor pel·lícula                                  | Sound of Metal                                                                                     | Nominat   | [ 23 ] |
| Critics' Choice Awards                           | Millor actor                                       | Riz Ahmed                                                                                          | Nominat   | [ 23 ] |
| Critics' Choice Awards                           | Millor actor secundari                             | Paul Raci                                                                                          | Nominat   | [ 23 ] |
| Critics' Choice Awards                           | Millor guió original                               | Darius Marder & Abraham Marder                                                                     | Nominat   | [ 23 ] |
| Critics' Choice Awards                           | Millor muntatge                                    | Mikkel E.G. Nielsen                                                                                | Guanyador | [ 23 ] |
| Dallas–Fort Worth Film Critics Association       | Millor pel·lícula                                  | Sound of Metal                                                                                     | Finalista | [ 24 ] |
| Dallas–Fort Worth Film Critics Association       | Millor actor                                       | Riz Ahmed                                                                                          | Finalista | [ 24 ] |
| Dallas–Fort Worth Film Critics Association       | Millor actor secundari                             | Paul Raci                                                                                          | Finalista | [ 24 ] |
| Detroit Film Critics Society                     | Millor pel·lícula                                  | Sound of Metal                                                                                     | Nominat   | [ 25 ] |
| Detroit Film Critics Society                     | Millor actor                                       | Riz Ahmed                                                                                          | Nominat   | [ 25 ] |
| Detroit Film Critics Society                     | Millor actor secundari                             | Paul Raci                                                                                          | Nominat   | [ 25 ] |
| Detroit Film Critics Society                     | Millor guió original                               | Sound of Metal                                                                                     | Nominat   | [ 25 ] |
| Detroit Film Critics Society                     | Millor banda sonora                                | Sound of Metal                                                                                     | Guanyador | [ 25 ] |
| Gotham Independent Film Awards                   | Millor actor                                       | Riz Ahmed                                                                                          | Guanyador | [ 26 ] |
| Georgia Film Critics Association                 | Millor pel·lícula                                  | Sound of Metal                                                                                     | Nominat   | [ 27 ] |
| Georgia Film Critics Association                 | Millor director                                    | Darius Marder                                                                                      | Nominat   | [ 27 ] |
| Georgia Film Critics Association                 | Millor actor                                       | Riz Ahmed                                                                                          | Guanyador | [ 27 ] |
| Georgia Film Critics Association                 | Millor actor secundari                             | Paul Raci                                                                                          | Guanyador | [ 27 ] |
| Georgia Film Critics Association                 | Millor guió original                               | Darius Marder & Abraham Marder                                                                     | Nominat   | [ 27 ] |
| Georgia Film Critics Association                 | Millor cançó original                              | Abraham Marder                                                                                     | Nominat   | [ 27 ] |
| Premis Globus d'Or                               | Globus d'Or al millor actor dramàtic               | Riz Ahmed                                                                                          | Nominat   | [ 28 ] |
| Hollywood Critics Association                    | millor pel·lícula                                  | Sound of Metal                                                                                     | Nominat   | [ 29 ] |
| Hollywood Critics Association                    | Millor actor                                       | Riz Ahmed                                                                                          | Nominat   | [ 29 ] |
| Hollywood Critics Association                    | Millor actor secundari                             | Paul Raci                                                                                          | Guanyador | [ 29 ] |
| Hollywood Critics Association                    | Best Breakthrough Actor                            | Paul Raci                                                                                          | Guanyador | [ 29 ] |
| Hollywood Critics Association                    | Millor director                                    | Darius Marder                                                                                      | Guanyador | [ 29 ] |
| Hollywood Critics Association                    | Millor guió original                               | Darius Marder & Abraham Marder                                                                     | Nominat   | [ 29 ] |
| Hollywood Critics Association                    | Millor òpera prima                                 | Darius Marder                                                                                      | Nominat   | [ 29 ] |
| Houston Film Critics Society                     | Millor actor                                       | Riz Ahmed                                                                                          | Guanyador | [ 30 ] |
| Houston Film Critics Society                     | Outstanding Cinematic Achievement                  | Sound of Metal (for its Immersive Sound Design)                                                    | Guanyador | [ 30 ] |
| IndieWire Critics Poll                           | Millor actuació                                    | Riz Ahmed                                                                                          | Guanyador | [ 31 ] |
| London Film Critics' Circle                      | Actor of the Year                                  | Riz Ahmed                                                                                          | Nominat   | [ 32 ] |
| London Film Critics' Circle                      | Technical Achievement                              | Nicolas Becker, sound design                                                                       | Nominat   | [ 32 ] |
| London Film Critics' Circle                      | British/Irish Actor of the Year (for body of work) | Riz Ahmed                                                                                          | Guanyador | [ 32 ] |
| Los Angeles Film Critics Association             | Millor actor                                       | Riz Ahmed                                                                                          | Finalista | [ 33 ] |
| Los Angeles Film Critics Association             | Millor actor secundari                             | Paul Raci                                                                                          | Finalista | [ 33 ] |
| Festival de Cinema de Miami                      | Impact Award                                       | Riz Ahmed                                                                                          | Guanyador | [ 34 ] |
| National Board of Review                         | Millor actor                                       | Riz Ahmed                                                                                          | Guanyador | [ 35 ] |
| National Board of Review                         | Millor actor secundari                             | Paul Raci                                                                                          | Guanyador | [ 35 ] |
| National Board of Review                         | Top 10 Films of 2020                               | Sound of Metal                                                                                     | Guanyador | [ 35 ] |
| National Society of Film Critics                 | Millor actor                                       | Riz Ahmed                                                                                          | Finalista | [ 36 ] |
| National Society of Film Critics                 | Millor actor secundari                             | Paul Raci                                                                                          | Guanyador | [ 36 ] |
| New York Film Critics Online                     | Millor actor                                       | Riz Ahmed                                                                                          | Guanyador | [ 37 ] |
| Online Film Critics Society                      | Millor pel·lícula                                  | Sound of Metal                                                                                     | Nominat   | [ 38 ] |
| Online Film Critics Society                      | Millor actor                                       | Riz Ahmed                                                                                          | Nominat   | [ 38 ] |
| Online Film Critics Society                      | Millor actor secundari                             | Paul Raci                                                                                          | Nominat   | [ 38 ] |
| Online Film Critics Society                      | Millor òpera prima                                 | Darius Marder                                                                                      | Nominat   | [ 38 ] |
| Online Film Critics Society                      | Technical Achievement Award                        | Sound of Metal – Sound Design                                                                      | Guanyador | [ 38 ] |
| Festival Internacional de Cinema de Palm Springs | Desert Palm Achievement Award, Actor               | Riz Ahmed                                                                                          | Guanyador | [ 39 ] |
| San Diego Film Critics Society                   | Millor actor                                       | Riz Ahmed                                                                                          | Guanyador | [ 40 ] |
| San Diego Film Critics Society                   | Millor actor secundari                             | Paul Raci                                                                                          | Guanyador | [ 40 ] |
| San Diego Film Critics Society                   | Millor actriu secundari                            | Olivia Cooke                                                                                       | Nominat   | [ 40 ] |
| San Diego Film Critics Society                   | Millor pel·lícula                                  | Sound of Metal                                                                                     | Finalista | [ 40 ] |
| San Diego Film Critics Society                   | Millor director                                    | Darius Marder                                                                                      | Nominat   | [ 40 ] |
| San Diego Film Critics Society                   | Millor guió original                               | Darius Marder, Abraham Marder, & Derek Cianfrance                                                  | Finalista | [ 40 ] |
| San Diego Film Critics Society                   | Breakthrough Artist                                | Riz Ahmed                                                                                          | Finalista | [ 40 ] |
| San Diego Film Critics Society                   | Millor banda sonora                                | Sound of Metal                                                                                     | Nominat   | [ 40 ] |
| San Francisco Bay Area Film Critics Circle       | Millor actor                                       | Riz Ahmed                                                                                          | Nominat   | [ 41 ] |
| San Francisco Bay Area Film Critics Circle       | Millor actor secundari                             | Paul Raci                                                                                          | Guanyador | [ 41 ] |
| Santa Barbara International Film Festival        | Virtuosos Award                                    | Riz Ahmed                                                                                          | Guanyador | [ 42 ] |
| Santa Barbara International Film Festival        | Variety Artisans Award                             | Nicolas Becker                                                                                     | Guanyador | [ 43 ] |
| Premis Satellite                                 | Millor pel·lícula dramàtica                        | Sound of Metal                                                                                     | Nominat   | [ 44 ] |
| Premis Satellite                                 | Millor director                                    | Darius Marder                                                                                      | Nominat   | [ 44 ] |
| Premis Satellite                                 | Millor actor dramàtic                              | Riz Ahmed                                                                                          | Guanyador | [ 44 ] |
| Premis Satellite                                 | Millor edició de so                                | Phillip Bladh, Nicolas Becker, Jaime Baksht, Michelle Couttolenc, Carlos Cortés & Carolina Santana | Guanyador | [ 44 ] |
| Seattle Film Critics Society                     | millor actor                                       | Riz Ahmed                                                                                          | Guanyador | [ 45 ] |
| Seattle Film Critics Society                     | Millor actor secundari                             | Paul Raci                                                                                          | Nominat   | [ 45 ] |
| Seattle Film Critics Society                     | Millor pel·lícula de l'any                         | Sound of Metal                                                                                     | Nominat   | [ 45 ] |
| St. Louis Film Critics Association               | Millor actor                                       | Riz Ahmed                                                                                          | Nominat   | [ 46 ] |
| St. Louis Film Critics Association               | Millor actor secundari                             | Paul Raci                                                                                          | Guanyador | [ 46 ] |
| Toronto Film Critics Association                 | Millor actor                                       | Riz Ahmed                                                                                          | Guanyador | [ 47 ] |
| Toronto Film Critics Association                 | Millor actor secundari                             | Paul Raci                                                                                          | Finalista | [ 47 ] |
| Toronto Film Critics Association                 | Millor guió                                        | Sound of Metal                                                                                     | Finalista | [ 47 ] |
| Washington D.C. Area Film Critics Association    | Millor actor                                       | Riz Ahmed                                                                                          | Nominat   | [ 48 ] |
| Washington D.C. Area Film Critics Association    | Millor actor secundari                             | Paul Raci                                                                                          | Nominat   | [ 48 ] |
| Washington D.C. Area Film Critics Association    | Millor guió original                               | Darius Marder, Abraham Marder, & Derek Cianfrance                                                  | Nominat   | [ 48 ] |
| Washington D.C. Area Film Critics Association    | Millor muntatge                                    | Mikkel E. G. Nielsen                                                                               | Nominat   | [ 48 ] |
| Premis del Sindicat de Guionistes d'Amèrica      | Millor guió original                               | Darius Marder & Abraham Marder; story by Darius Marder & Derek Cianfrance                          | Nominat   | [ 49 ] |
| Festival de Cinema de Zurich                     | Millor film internacional                          | Sound of Metal                                                                                     | Guanyador | [ 50 ] |